# سد کانیجی

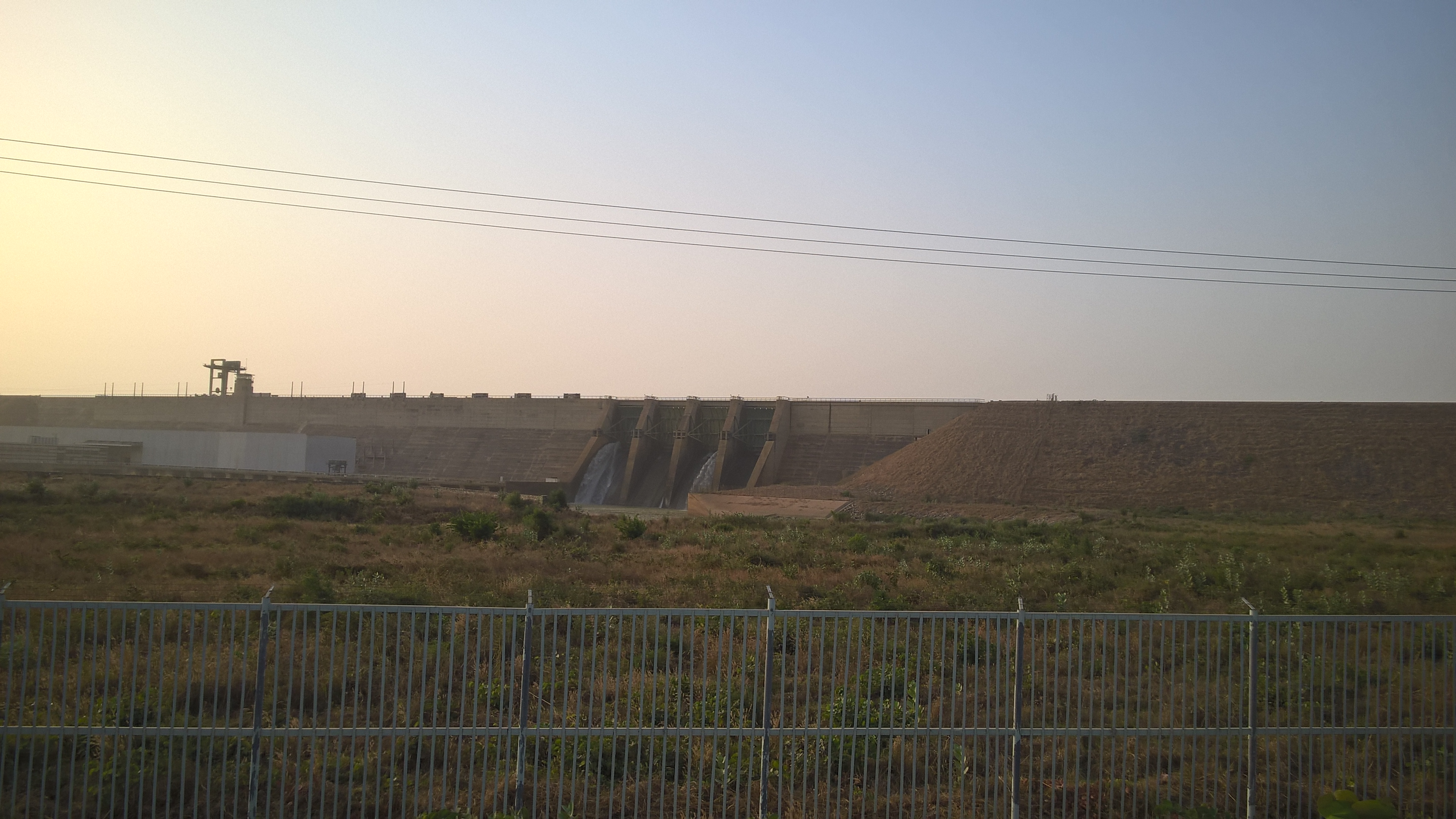
سد کانیجی

سد کانیجی (به لاتین: Kainji Dam) یک سد و نیروگاه برقابی در نیجریه است که در ایالت نیجر واقع شده‌است.